# Cleebourg
Cleebourg (en alsacià Kleeburi) és un municipi francès, situat a la regió del Gran Est, al departament del Baix Rin. L'any 1999 tenia 636 habitants.
Forma part del cantó de Wissembourg, del districte de Haguenau-Wissembourg i de la Comunitat de comunes del Pays de Wissembourg

## Demografia
| 1962 | 1968 | 1975 | 1982 | 1990 | 1999 |
| ---- | ---- | ---- | ---- | ---- | ---- |
| 633  | 638  | 623  | 597  | 584  | 636  |

## Administració
| Període   | Identitat        | Partit |
| --------- | ---------------- | ------ |
| 2001-2008 | Ernest Jacky     |        |
| 1995-     | Serge Strappazon |        |